# Eduardo Sainz de la Maza
Eduardo Sainz de la Maza (Burgos, Castella, 5 de gener de 1903 – Barcelona, 5 de desembre de 1982) fou un compositor i guitarrista de guitarra clàssica, a més de professor de guitarra.
Va néixer en una família d'artistes: el seu germà Regino Sainz de la Maza fou un guitarrista de prestigi, el seu germà Francisco fou pintor i el seu germà Mariano fou violinista. Començà els seus estudis musicals a Burgos, marxant després a Madrid, on va estudiar guitarra amb el valencià Daniel Fortea, a més de fer estudis de violoncel. El 1916 es traslladà a Barcelona, on va continuar l'estudi de la guitarra amb Miquel Llobet, company d'estudis de Daniel Fortea. Va oferir concerts tant amb la guitarra com amb el violoncel, al qual es dedicà professionalment en les dècades del 1920 i 1930. Entre el 1928 i el 1933 va estudiar composició amb Enric Morera, però no va ser fins acabada la guerra civil espanyola que comencés a publicar obres. Es va casar amb la pianista italiana Elda Giacomelli Girardi (1899-1981), que va fer servir el nom artístic d'Elda de la Maza. Eduardo morí a Barcelona.

## Composicions selectes
Solo de guitarra
- Homenaje a la guitarra (París: Éditions Françaises de Musique, 1962)
- Campanas del alba (Madrid: Union Musical Española, 1963)
- Platero y yo (Madrid: Union Musical Española, 1972)
- Laberinto. Edició crítica per José Manuel González (València: Piles, 2011)